# Харватова, Ольга
Ольга Харватова (чеш. Olga Charvátová, род. 11 июня 1962 года, Готвальдов) — чехословацкая горнолыжница, призёрка Олимпийских игр, победительница этапов Кубка мира. Универсал, успешно выступала во всех дисциплинах горнолыжного спорта. Мать горнолыжницы Клары Крижовой.
В Кубке мира Харватова дебютировала 12 декабря 1978 года, в январе 1983 года одержала свою первую победу на этапе Кубка мира, в комбинации. Всего имеет на своём счету 2 победы на этапах Кубка мира, по одной в слаломе и комбинации. Лучшим достижением в общем зачёте Кубка мира, является для Харватовой 4-е место в сезоне 1985/86.
На Олимпийских играх 1984 года в Сараево завоевала бронзу в скоростном спуске, кроме того была 8-й в гигантском слаломе и 10-й в слаломе.
За свою карьеру участвовала в трёх чемпионатах мира, лучший результат 5-е место в комбинации на чемпионате мира 1982 года.
Завершила спортивную карьеру в 1986 году. После завершения карьеры работала учительницей в общеобразовательной школе, так же была тренером по горным лыжам.